# The Minisode Network
The Minisode Network es un canal de televisión web  propiedad de Sony Pictures Television puesto en marcha en junio del 2007. A diferencia de los webisodes (episodios web, emitidos por internet), los Minisodes son versiones cortas de emisiones televisivas más largas.

## Historia
The New York Times divulgó la idea de que el presidente de Sony Pictures Television, Steve Mosko, y el jefe de distribución John Weiser de Sony Pictures Television, después de que vieran a los “sopranos del Siete-Minuto,” una condensación de la serie de 77 horas HBO publicada en YouTube.
Usando la biblioteca de televisión de Sony Pictures, la red consiste en pasar los programas de televisión reeditados diseñados para funcionar a partir del cuatro a seis minutos, con todo conserva el arco de la historia del episodio original de la difusión. La red es apoyada por patrocinios, algunos patrocinadores han incluido a Honda y Pepsi.
Originalmente era parte de un acuerdo exclusivo con MySpace. La red ahora incluye otros varios servidores de video. Según el sitio web de Sony, la red está disponible en los siguientes servicios:
- YouTube
- MySpace
- Crackle (antes Grouper, y poseído por Sony)
- Verizon Wireless
- AOL Video
- Gaia Online
- Joost

Sony Pictures Television puede poner en marcha un canal separado del Internet llamado “The Minisode Network” más adelante.

## Minisodes deRescue Me
Según un artículo en USA Today, la red de FX difundirá 10 originales me rescata los episodios de Minisode durante diez semanas a partir del 24 de junio del 2008, y el siguiente día las hace disponibles en varios lugares de la Minisode Network. Esta es la primera vez que las demostraciones originales han aparecido en la Minisode Network.